# Thorium

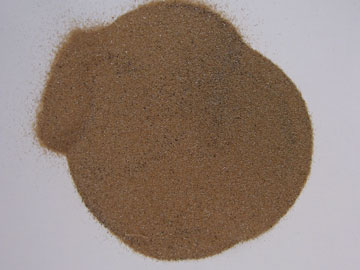
Monaziet, een thoriumhoudend mineraal

Thorium is een scheikundig element met symbool Th en atoomnummer 90. Het is een zilverwit actinoïde.

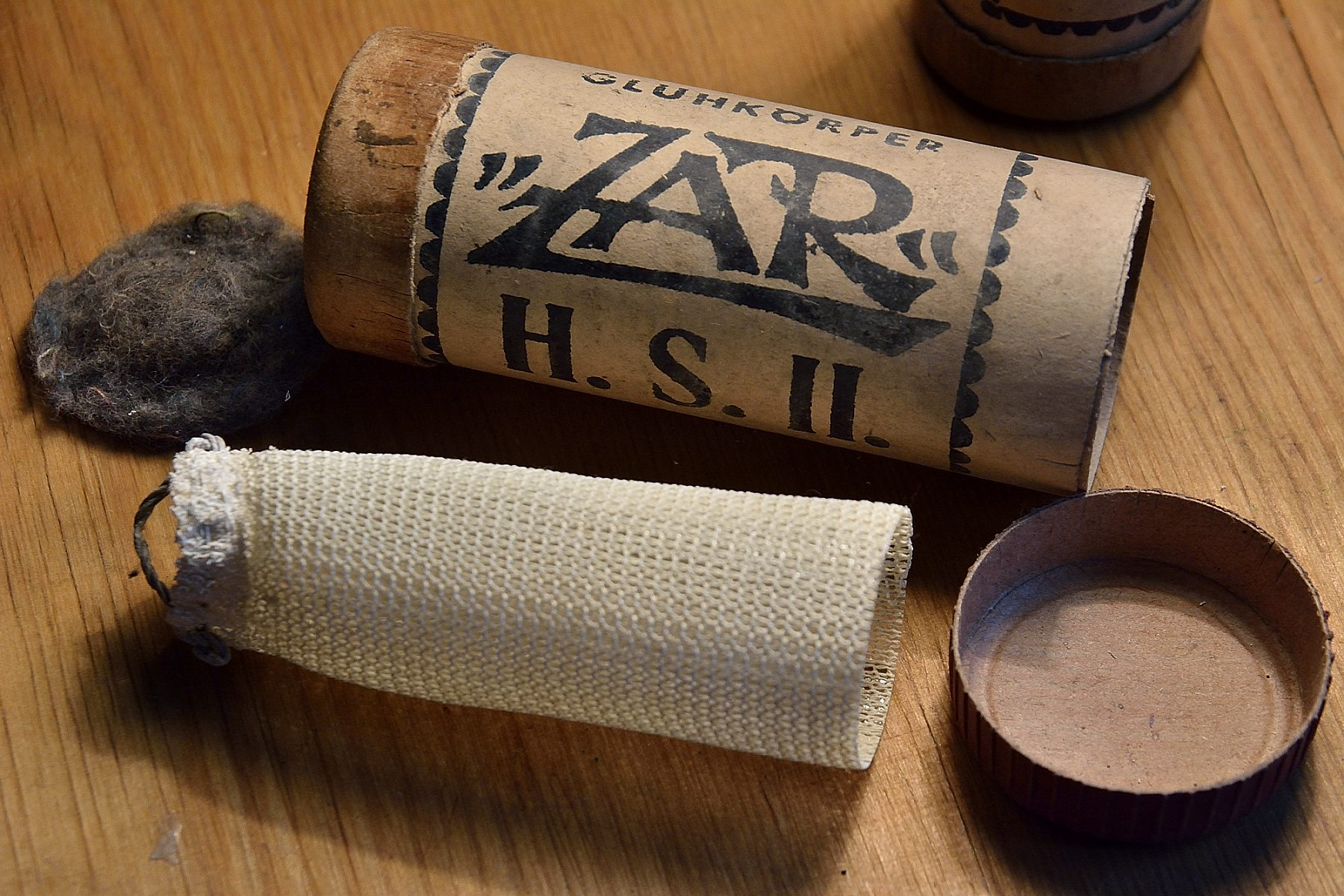
Een gaskousje met thoriumdioxide

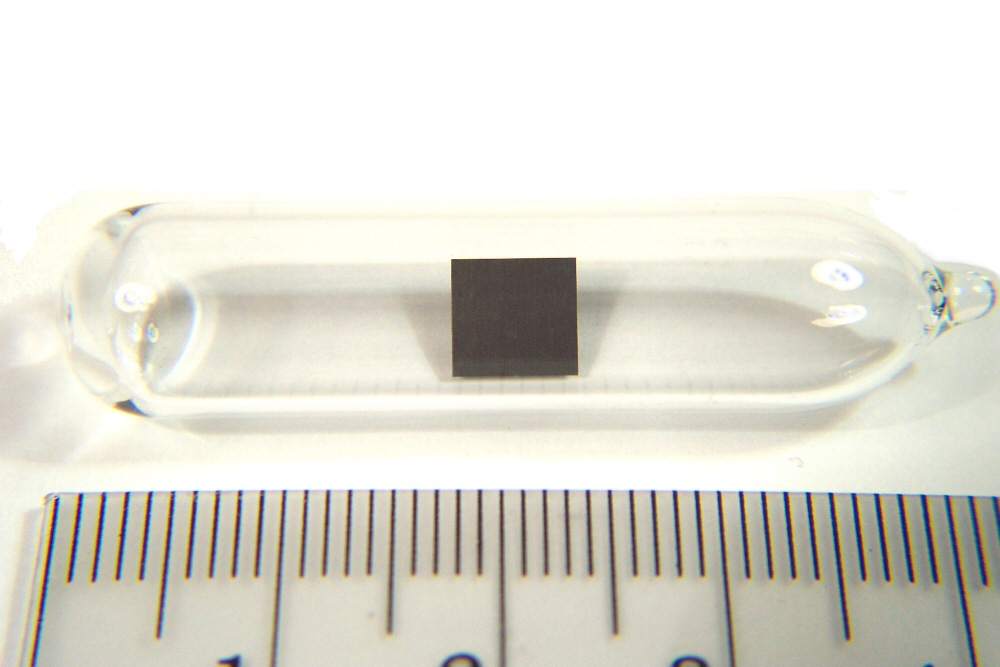
stukje van 0,1 g thorium in een glazen buisje met argon

## Ontdekking
Thorium is in 1828 ontdekt door de Zweedse chemicus Jöns Jacob Berzelius. Het element is vernoemd naar de Noorse god van de donder, Thor.

## Toepassingen
De eerste praktische toepassing van thorium was in gaskousjes in draagbare gaslampen, door Welsbach, aan het einde van de 19e eeuw. Deze gaskousjes bestonden uit thoriumoxide plus 1% ceriumoxide en nog andere stoffen.
Voordat de schadelijkheid van radioactiviteit algemeen bekend werd, hebben er geneesmiddelen bestaan, die thoriumverbindingen bevatten. In de ogen van de moderne mens uitgesproken bizar is de toepassing ervan in Doramad, een Duitse, tot circa 1945 verkochte radioactieve tandpasta, voor stralend witte en bacterievrije tanden.
Daarna is de industriële toepasbaarheid gestaag toegenomen:
- Als promotor bij de katalytische werking van CO wordt thoriumoxide gebruikt bij het Fischer-Tropsch-proces.
- Voor het coaten van wolfraamdraden in elektronische apparatuur.
- In legeringen met magnesium zorgt het voor verhoogde corrosiebestendigheid, sterkte en kruipbestendigheid bij hoge temperaturen.
- Als toevoeging aan glas zorgt thorium voor een hogere brekingsindex en wordt als zodanig toegepast in wetenschappelijke optische apparatuur.
- Als katalysator is thoriumoxide geschikt voor de productie van salpeterzuur en zwavelzuur en bij de raffinage van aardolie.
- Uranium-thoriumdatering laat toe om de ouderdom van fossielen te bepalen.
- Als toevoeging aan de elektrode voor het TIG-lassen, waarmee betere laseigenschappen ontstonden. Heden ten dage zijn deze nagenoeg niet meer te verkrijgen wegens het stof dat vrijkomt tijdens het noodzakelijke slijpen van de elektrodes (met speciale afzuigingssystemen is het toegestaan).
- Thorium is ook een geschikt element voor de productie van nucleaire brandstof. In 2007 waren er in Noorwegen plannen voor het opstarten van een thoriumreactor.

## Opmerkelijke eigenschappen
Thorium zelf is een zacht, zilverwit metaal dat zich goed laat bewerken. Het is vrij stabiel aan de lucht. Het metaal zelf wordt niet veel toegepast. Van alle oxiden heeft thorium(IV)oxide (ThO2) het hoogste smeltpunt (3300 °C). Bij een voldoende hoge temperatuur en aanwezigheid van zuurstof brandt thorium met een felle witte vlam.
Hoewel thorium tot de actinoïden gerekend wordt, is de elektronenconfiguratie [Rn]6d27s2 en niet [Rn]5f17s27p1. Het is dus zeker gerechtvaardigd ook een verband te zien met elementen als zirkonium en hafnium. Toen de verdere (transurane) actinoïden nog niet bekend waren werd het element ook meest onder hafnium in de titaangroep geplaatst. Het meest voorkomende oxidatiegetal is dan ook +IV (als Th4+), hoewel lagere oxidatietoestanden ook voorkomen.

## Verschijning
In lage concentraties wordt thorium in veel gesteenten aangetroffen. De belangrijkste thoriumbronnen voor commerciële winning zijn de mineralen thoriet, thorianiet en monaziet die tot wel 12% thoriumoxide bevatten. Zowat de helft van de wereldreserves van 1,9 miljoen ton aan thorium bevinden zich in India, voor 35% in de deelstaat Andhra Pradesh. Ook de Verenigde Staten vooral in Wyoming en Australië bezitten aanzienlijke voorraden thorium in hun ondergrond.
Bij de winning van zeldzame aardmetalen is thorium een van de afvalproducten. 
Ook op de maan en op Mars is thorium gevonden.

## Isotopen
| Stabielste isotopen | Stabielste isotopen        | Stabielste isotopen | Stabielste isotopen | Stabielste isotopen | Stabielste isotopen |
| Isotoop             | Relatieve aanwezigheid (%) | Halveringstijd      | Vervalvorm          | Vervalenergie (MeV) | Vervalproduct       |
| ------------------- | -------------------------- | ------------------- | ------------------- | ------------------- | ------------------- |
| 228Th               | syn                        | 1,9131 j            | α                   | 5,520               | 224Ra               |
| 229Th               | syn                        | 7880 j              | α                   | 5,168               | 225Ra               |
| 230Th               | syn                        | 7,538·104 j         | α                   | 4,770               | 226Ra               |
| 232Th               | 100                        | 1,405·1010 j        | α                   | 4,083               | 228Ra               |

Hoewel er van thorium geen stabiele isotopen bestaan, zijn er wel enkele met een dusdanige lange halveringstijd, dat ze bij benadering als stabiel kunnen worden beschouwd. 232Th heeft een halveringstijd van 1,405·1010 jaar en komt van nature voor.
De Canadese fysicus Harriet Brooks ontdekte rond 1901 dat bij het radioactief verval van thorium een gas vrijkomt met een lagere atoommassa. Dit bleek later het element radon-222 te zijn.

## Thorium als kernbrandstof
Thorium kan, net als uranium en plutonium, worden gebruikt als brandstof in een kernreactor. Hoewel het zelf niet splijtbaar is, kan het na absorptie van langzame neutronen de uraniumisotoop 233U vormen, die wel splijtbaar is (vergelijkbaar met 238U dat kan worden opgekweekt tot het splijtbare 239Pu). 233U levert bij splijting meer neutronen per geabsorbeerd neutron dan het in de meeste kerncentrales gebruikte 235U en 239Pu. Dit maakt dit kweekproces efficiënter dan de gangbare methoden.
Het kweekproces verloopt meer in detail als volgt: het 232Th absorbeert een neutron onder vorming van 233Th. Door bètaverval (halveringstijd 22,3 min) gaat 233Th over in protactinium-233 (233Pa), dat op zijn beurt opnieuw door bètaverval (halveringstijd 26,967 dag) overgaat in 233U:
{\displaystyle {\ce {^{1}_{0}n\,+_{90}^{232}Th->_{90}^{233}Th->_{91}^{233}Pa\,+_{-1}^{0}e^{-}\,+{\bar {\nu }}_{e}}}}
{\displaystyle {\ce {^{233}_{91}Pa->_{92}^{233}U\,+_{-1}^{0}e^{-}\,+{\bar {\nu }}_{e}}}}
Het reactieproduct wordt vervolgens buiten de reactor gescheiden: de 233U kan relatief eenvoudig (want langs chemische weg) worden gescheiden van de thorium, en aan de volgende reactor worden toegevoerd.
Het beschreven productieproces heeft wel nadelen: de fractie met 233U is hoogradioactief door verontreiniging met het kortlevende 232U en daardoor lastig te hanteren, wat de methode duurder maakt. Bij het hergebruiken van de thoriumfractie is er een soortgelijk probleem met het hoogradioactieve 228Th. Verder is er enig gevaar dat 233U in kernwapens zou kunnen worden gebruikt. Ten slotte zijn er nog technische problemen die nog niet geheel zijn opgelost. Er is nog veel ontwikkelwerk te doen voordat tot commerciële toepassing kan worden overgegaan, maar zolang (en waar) er nog voldoende uranium beschikbaar is lijkt het onwaarschijnlijk dat daarvoor voldoende geld beschikbaar zal worden gesteld.
Toch zijn er op de lange termijn kansen voor toepassing van de thoriumcyclus: thorium is aanzienlijk ruimer voorhanden dan uranium en het is bijzonder geschikt om te worden toegepast in gesmoltenzoutreactoren.
Een van de eerste experimenten met de thoriumcyclus werd uitgevoerd in het Oak Ridge National Laboratory te Oak Ridge (Tennessee) in de zestiger jaren. Het programma werd echter in 1976 gestopt vanwege gebrek aan geld. In reactors zoals de Canadese CANDU-6 wordt thorium reeds gebruikt in combinatie met plutonium-239. In 2007 overwoog men in Noorwegen zich voor energie-opwekking op thoriuminstallaties te richten, onder meer vanwege de ruime beschikbaarheid van thoriumerts in dat land.
In 2024 moet in India het Prototype Fast Breeder Reactor (PFBR) met een vermogen van 500 MW gereed zijn. In de mantel wordt thorium gebruikt, om uiteindelijk 233U te produceren.

## Toxicologie en veiligheid
Hoewel thorium zelf niet erg radioactief is, zijn veel vervalproducten van thorium dat wel. Het vervalt in 6 alfa- en 4 bètastappen tot 208Pb (de thoriumreeks) en onderweg vormt het onder andere het edelgas 220Rn dat gevaar voor besmetting oplevert.
Het grootste gezondheidsgevaar van thorium is echter de stof zelf: de alfastraling kan de huid niet doordringen, maar bij inname hoopt ze zich op in de lever, milt, lymfeknopen en botten. De 'biologische halveringstijd' van thorium is ongeveer 22 jaar, wat in de praktijk betekent dat de alfastraling gedurende de rest van het leven schade toebrengt en daarbij de kans op leverkanker en leukemie verhoogt.